# Matthias Bergmann (Umweltwissenschaftler)

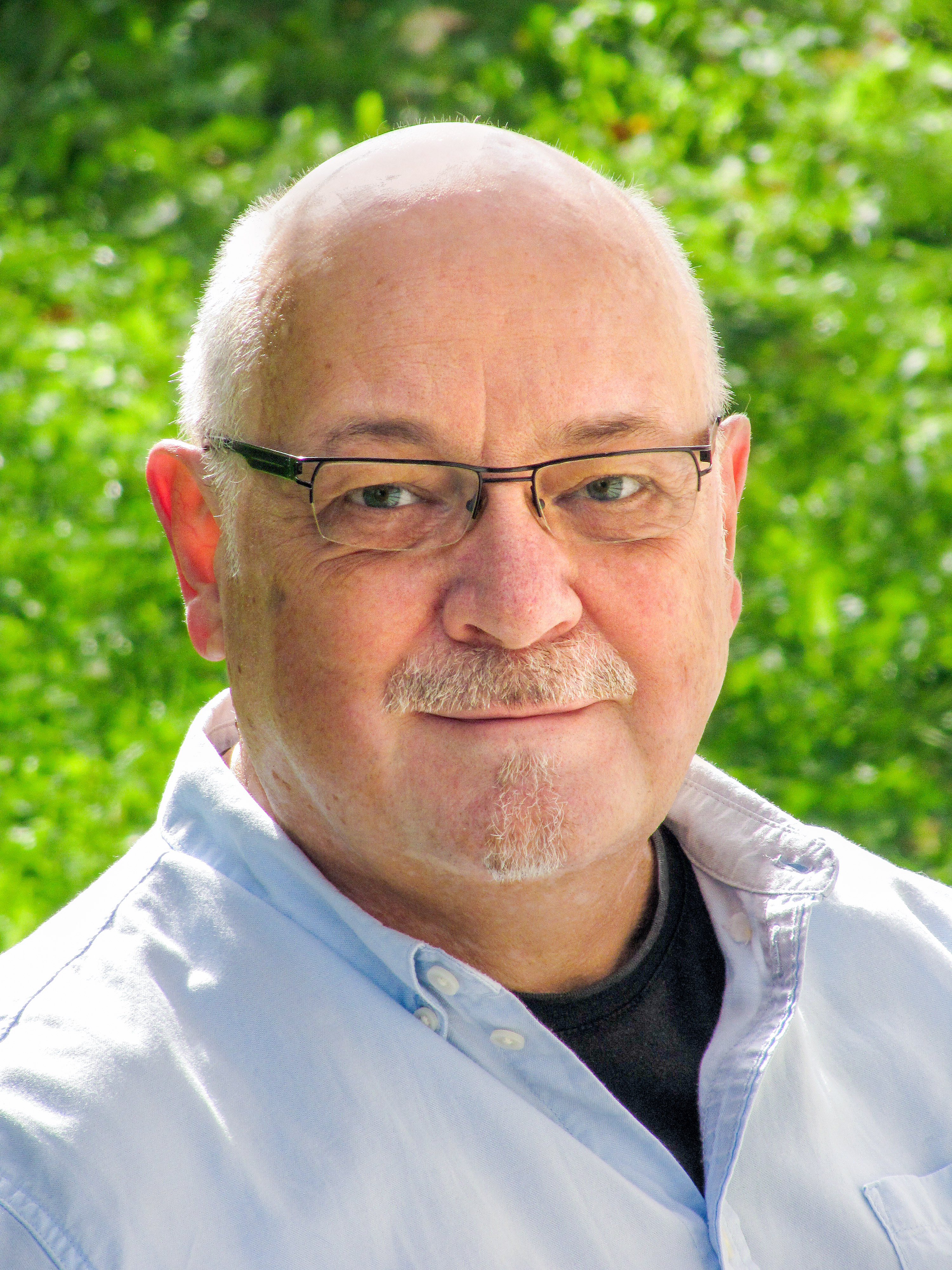
Matthias Bergmann, 2021

Matthias Bergmann (* 1951 in Berlin) ist ein deutscher Wissenschaftler mit dem Forschungsschwerpunkt Transdisziplinäre Methoden und Konzepte. Er arbeitete bis 2023 als Senior Researcher am Institut für sozial-ökologische Forschung (ISOE) in Frankfurt am Main, wo er jetzt Associate Research Scientist ist. Seit Mai 2018 ist er Honorarprofessor an der Leuphana Universität Lüneburg.

## Leben
Bergmann studierte Elektrotechnik und Umwelttechnik (Technische Akustik) an der Technischen Universität Berlin, wo er von 1976 bis 1984 als Wissenschaftlicher Mitarbeiter am Institut für Technische Akustik tätig war. Er promovierte dort 1979 über ein Thema in der Grundlagenforschung zur Verkehrslärmbekämpfung. 1984 bis 1989 war er Geschäftsführer der Fraktion der Alternativen Liste im Abgeordnetenhaus von Berlin. Von 1989 bis 1998 war Bergmann als Geschäftsführer und Wissenschaftlicher Mitarbeiter am Öko-Institut tätig. Von 1998 bis 2011 arbeitete er am Wissenschaftskolleg zu Berlin. Von 2000 bis 2023 war er wissenschaftlicher Mitarbeiter am Institut für sozial-ökologische Forschung  (ISOE) in Frankfurt am Main, wo er sich insbesondere mit den Methoden, Einsatzmöglichkeiten und Wirkungen der Transdisziplinären Forschung beschäftigte. Von 2011 bis 2016 war er Gastprofessor an der Leuphana Universität Lüneburg am Institut für Ethik und Transdisziplinäre Nachhaltigkeitsforschung. Im Mai 2018 ist Matthias Bergmann zum Honorarprofessor der Leuphana Universität ernannt worden. Im März 2023 war er Gründungsmitglied der Gesellschaft für transdisziplinäre und partizipative Forschung e.V. und blieb bis Ende 2023 Mitglied des Vorstands.

## Schriften
- mit Willi Loose: Sommer, Sonne – Ozonalarm? Perspektiven für eine umweltgerechte Mobilität in der Stadt. Öko-Institut, Freiburg i. Br. 1996, ISBN 978-3-928433-35-8.
- mit Bettina Brohmann, Esther Hofmann, M. Céline Loibl, Regine Rehaag, Engelbert Schramm, Jan Peter Voß: Qualitätskriterien transdisziplinärer Forschung. Ein Leitfaden für die formative Evaluation von Forschungsprojekten (= ISOE-Studientexte. 13). Mit einem Vorwort von Thomas Jahn. ISOE, Frankfurt am Main 2005, DNB 976707918.
- Transdisziplinäre Forschung erfolgreich fördern. Eine Handreichung für die Konzeption, Begutachtung und Begleitung neuer Initiativen zur Förderung transdisziplinärer Forschung. ISOE, Berlin 2006.
- mit Engelbert Schramm (Hrsg.): Transdisziplinäre Forschung. Integrative Forschungsprozesse verstehen und bewerten. Campus, Frankfurt am Main/New York 2008, ISBN 978-3-593-38846-5.
- mit Thomas Jahn, Tobias Knobloch, Wolfgang Krohn, Christian Pohl, Engelbert Schramm: Methoden transdisziplinärer Forschung. Ein Überblick mit Anwendungsbeispielen. Campus, Frankfurt am Main 2010, ISBN 978-3-593-39197-7.
- mit Thomas Jahn, Tobias Knobloch, Wolfgang Krohn, Christian Pohl, Engelbert Schramm: Methods for Transdisciplinary Research. A Primer for Practice. Campus, Frankfurt am Main/New York 2012, ISBN 978-3-593-39647-7.
- Strukturelle und programmatische Hindernisse für eine Partizipation der Umweltverbände in der staatlichen Forschungspolitik. Gutachten. Im Auftrag der VDW, 2013.
- mit Lena Theiler, Dirk Arne Heyen, Nele Kampffmeyer, Michelle Monteforte: Gesellschaftliche Partizipationsprozesse, partizipative Forschungsmethoden und Methoden der Wissensintegration. ISOE, Frankfurt am Main/Berlin 2018.
- mit Anna Henkel, Sophie Berg, Dimitri Mader, Ann-Kristin Müller, Holli Gruber, Bernd Siebenhüner, Karsten Speck (2023): Dilemmata der Nachhaltigkeit: Zur Relevanz und kritischen Reflexion in der Nachhaltigkeitsforschung. Ein Leitfaden. Nomos Verlagsgesellschaft, Baden-Baden.
- mit Anna Henkel, Sophie Berg, Holli Gruber, Nicole C. Karafyllis, Dimitri Mader, Ann-Kristin Müller, Bernd Siebenhüner, Karsten Speck, Daniel-Pascal Zorn (Hrsg. 2023): Dilemmata der Nachhaltigkeit. Nomos Verlagsgesellschaft, Baden-Baden.

Artikel und Buchbeiträge
- Indikatoren für eine diskursive Evaluation transdisziplinärer Forschung. In: Technikfolgenabschätzung – Theorie und Praxis. 12, Heft 1, 2003, S. 65–75.
- mit Thomas Jahn, Florian Keil: Transdisciplinarity: Between mainstreaming and marginalization. In: Ecological Economics. 79, 2012, S. 1–10.
- mit Daniel Lang, Arnim Wiek, Michael Stauffacher, Pim Martens, Peter Moll, Mark Swilling, Christopher J. Thomas: Transdisciplinary research in sustainability science – practice, principles, and challenges. In: Sustainability Science. 7, Supplement 1. 2012, S. 25–43.
- mit Niko Schäpke, Franziska Stelzer, Daniel Lang: Tentative Theses on Transformative Research in Real-World Laboratories. First Insights from the Accompanying Research ForReal. In: Technikfolgenabschätzung Theorie und Praxis. 25, Heft 3, 2016, S. 45–51.
- mit Alfred Rütten, Annika Frahsa, Thomas Abel, Evelyne de Leeuw, David Hunter, Maria Jansen, Abby King, Louise Potvin: Co-producing active lifestyles as whole-system-approach: theory, intervention and knowledge-to-action implications. In: Health Promotion International. 34, 1, 2017, S. 47–59.
- mit Lotte Marie Lutz: Transdisziplinarität: Forschungsansatz für die Energiewende. In: Lars Holstenkamp, Jörg Radtke (Hrsg.): Handbuch Energiewende und Partizipation. Springer, Wiesbaden 2018, S. 43–56.
- mit Niko Schäpke, Franziska Stelzer, Guido Caniglia, Matthias Wanner, Mandy Singer-Brodowski, Derk Loorbach, Per Olsson, Carolin Baedeker, Daniel Lang: Jointly Experimenting for Transformation? Shaping Real-World Laboratories by Comparing Them. In: GAIA. 27, 2018, S. 85–96.
- mit Anna Henkel, Nicole Karafyllis, Bernd Siebenhüner, Karsten Speck: Dilemmata der Nachhaltigkeit zwischen Evaluation und Reflexion. Begründete Kriterien und Leitlinien für Nachhaltigkeitswissen. In: Nico Lüdtke, Anna Henkel (Hrsg.): Das Wissen der Nachhaltigkeit. Herausforderungen zwischen Forschung und Beratung. oekom, München, 2018, S. 147–172.
- mit Alexandra Lux, Martina Schäfer, Thomas Jahn, Oskar Marg, Emilia Nagy, Anna-Christin Ransiek, Lena Theiler: Societal effects of transdisciplinary sustainability research – How can they be strengthened during the research process? In: Environmental Science and Policy. 101, 2019, S. 183–191.
- mit Jens Newig, Stephanie Jahn, Daniel Lang, Judith Kahle: Linking modes of research to their scientific and societal outcomes. Evidence from 81 sustainability-oriented research projects. In: Environmental Science and Policy. 101, 2019, S. 147–155.
- mit Emilia Nagy, Anna Ransiek, Martina Schäfer, Alexandra Lux, Thomas Jahn, Oskar Marg, Lena Theiler: Transfer as a reciprocal process: How to foster receptivity to results of transdisciplinary research. In: Environmental Science and Policy. 104, 2020, S. 148–160.
- mit Armin Grunwald, Martina Schäfer: Neue Formate transdisziplinärer Forschung: Ausdifferenzierte Brücken zwischen Wissenschaft und Praxis. GAIA 29 (2), 2020, S. 106–114
- mit Gabriele Bammer, Michael O’Rourke, Deborah O’Connell, Linda Neuhauser, Gerald Midgley, Julie Thompson Klein et al.: Expertise in research integration and implementation for tackling complex problems: when is it needed, where can it be found and how can it be strengthened?. Palgrave Communications 6 (5), 2020, S. 1–16
- mit Niko Schäpke, Oskar Marg, Franziska Stelzer, Daniel J. Lang, Michael Bossert, Marius Gantert, Elke Häußler, Editha Marquardt, Felix M. Piontek, Thomas Potthast, Regina Rhodius, Matthias Rudolph, Michael Ruddat, Andreas Seebacher, Nico Sußmann: Transdisciplinary sustainability research in real-world labs: success factors and methods for change. Open Access in Sustainability Science, 2. Januar 2021.
- Ein Projekt beginnen: Konzeptionelle und methodische Hinweise für transdisziplinäre Forschung in Gesundheitsförderung und Prävention. In: Niederberger, Marlen/Emily Finne (Hg.): Forschungsmethoden in der Gesundheitsförderung und Prävention. Springer VS, Wiesbaden 2021, S. 781–806
- The Transdisciplinary Research Mode. How to Promote Societal and Scientific Effects. In: Kluge, Fanny A. (Hg.): Transdisciplinarity. A Research Mode for Real-World Problems. Discussion Paper 16, 2022. Berlin: Max Planck Society/Population Europe, 8-11
- mit Martina Schäfer, Lena Theiler (2021): Systematizing societal effects of transdisciplinary research. In: Research Evaluation, 2021, S. 1–16.
- mit Thomas Jahn (2023): Dilemmata der Nachhaltigkeit – Herausforderungen für die transdisziplinäre Forschungspraxis. In: Anna Henkel, Sophie Berg, Matthias Bergmann, Holli Gruber, Nicole C. Karafyllis, Dimitri Mader, Ann-Kristin Müller, Bernd Siebenhüner, Karsten Speck, Daniel-Pascal Zorn (Hrsg. 2023): Dilemmata der Nachhaltigkeit. Nomos Verlagsgesellschaft, Baden-Baden, S. 347–362.
- mit Karim Abu-Omar, Johanna Popp, Sven Messing, Maike Till, Peter Gelius (2024): Gesundheitsförderung im Reallabor?. Prävention und Gesundheitsförderung, Volume 19, S. 40–47

## Belege
1. ↑  Antrittsvorlesungen. Archiviert vom Original (nicht mehr online verfügbar) am 22. Dezember 2018; abgerufen am 20. Dezember 2018.
2. ↑  Gesellschaft für transdisziplinäre und partizipative Forschung - Vernetzen, fördern, konsolidieren, stärken, auf td-academy.org, abgerufen am 23. Januar 2025

| Personendaten    | Personendaten                                                                                   |
| ---------------- | ----------------------------------------------------------------------------------------------- |
| NAME             | Bergmann, Matthias                                                                              |
| KURZBESCHREIBUNG | deutscher Wissenschaftler mit dem Forschungsschwerpunkt Transdisziplinäre Methoden und Konzepte |
| GEBURTSDATUM     | 1951                                                                                            |
| GEBURTSORT       | Berlin                                                                                          |